# スチーム・タンク
スチーム・タンク（英：Steam Tank）は、アメリカ合衆国が1918年に開発した工兵戦車である。

## 概要
塹壕を突破し歩兵の脅威である敵機関銃陣地の破壊を目的として開発が行われた、工兵戦車の元祖とも言える戦車である。アメリカ陸軍のジョンソン将軍が提案し、賛同した実業家や銀行家の支援により開発がスタートした。
イギリスのマークIV戦車の車体設計をベースとし、ケロシンを燃料とする2基の蒸気エンジンを動力として採用した。
主武装に火炎放射器を採用して、車体前部に搭載された。当初は蒸気の圧力を用いる予定だったが、パワー不足から専用のガソリンエンジン（35馬力）を別に搭載した。1916年の実験では、約81m先の目標に対して直径約6mの火球を浴びせた。この実験で、土嚢などで防御された敵機関銃陣地に対して、火炎放射器が有効であることが認められた。
左右履帯の前端両脇には、体当たり用の衝角（ラム）が設けられた。
車輌は1918年に完成したものの、量産には至らなかった。アメリカの若者を悲惨な塹壕戦に送り込むことに対する世論の反発に配慮した為とも、第1次世界大戦の終戦が近付き量産化の意味が無くなった為とも言われている。

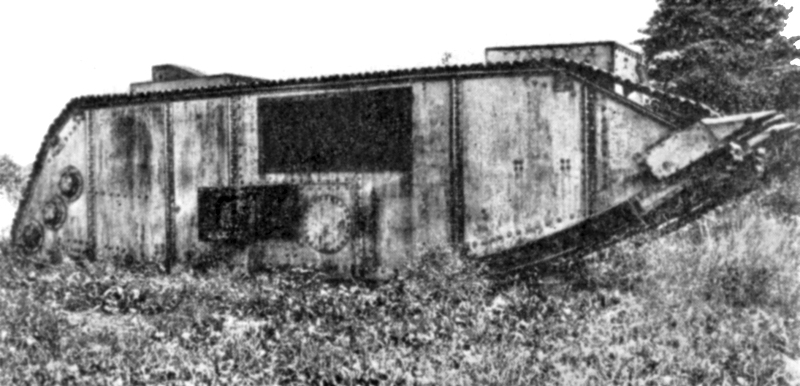
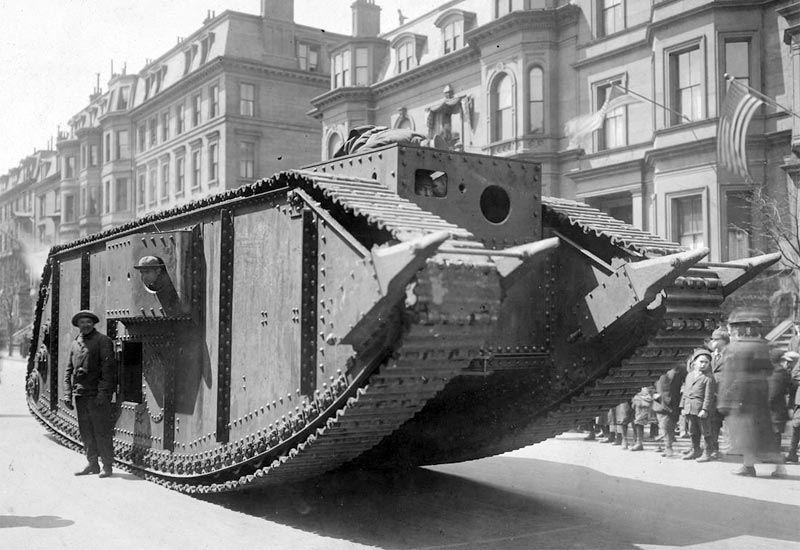
前部に搭載された火炎放射器